# Marianne Florman
Marianne Florman, född  Florman Christensen den 1 juni 1964 i Frederiksberg, Danmark, är en inte längre aktiv dansk handbollsspelare. Numera författare, TV-kändis, coach, föredragshållare och stiftare av Lead Academy.

## Klubbkarriär
Florman började sin handbollskarriär som målvakt i IF Hjorten 1980, men bytte klubb 1987 till division 1-klubben Rødovre HK där hon stannade till 1991. Hon blev 1990 uttagen till landslaget, där hon spelade vänstersexa. 1991 till 1996 representerade hon FIF i Köpenhamn, 1996-1997 var hon i Japan och spelade för Chateraise där det snabbt blev så att hon blev spelande tränare. 1997 återvände hon till Danmark och blev spelande tränare i Ydun, en annan klubb på Fredriksberg i Köpenhamn. Hon stannade i klubben till 2000 då hon skrev ett tvåårskontrakt med Virum-Sorgenfri (2000-2002).Florman spelade till 2001 i Virrum-Sorgenfri men slutade när hon blev gravid. Hon återvände till Ydun 2002-2004. Hon slutade åter 2004 vid sin andra graviditet. Efter detta slutade hon med handboll på högre nivå förutom lite mera inhopp och spel på lägre nivå.

## Landslagskarriär
Florma debuterade i landslaget 1990 och var med i VM 1993 då Danmark tog hem ett VM-silver. Sedan fortsatte det med EM-guld 1994  och 1996. Höjdpunkten for hennes sportsliga karriär var när hon tog OS-guld i damernas turnering i samband med de olympiska handbollstävlingarna 1996 i Atlanta och samma år vann EM 1996.  1997 förlorade Florman landslagsplatsen efter att hon hade spelat i Japan. Hennes tre sista landskamper gjorde hon när hon spelade för BK Ydun. Hon spelade sammanlagt 107 landskamper och gjorde 170 mål i landslaget.

## Utanför handbollen

### Utbildning
Florman är utbildad med examen vid Roskilde Universitet (RUC) i teknologisk och samhällsvetenskaplig utveckling 1989. Hon är dessutom pedagogiskt utbildad på RUC med examen 1995. Hon har läst pedagogisk psykologi vid Danmarks Pedagogiska Universitet och från 2009 är hon journalistutbildad vid Danmarks Journalisthögskola..

### Senare karriär
Från 1998 till 2000 var hon studiovärd på DR Sporten, och 2005 var hon programledare för Hjemmeværnsmagasinet på dk4 samt redaktör på motionsmagasinet Fri Puls. Hon deltog dessutom i första säsongen av Vild med dans 2005. Sidan 2008 har hon arbetat med Ha' det godt på DR1. Sedan har det blivit många föredrag land och rike runt. Florman har fortsatt varit engagerad i elitsport som medlem de aktivas kommitté i Danmarks Idrottsförbund. Hon har inte spelat handboll sedan år 2008 i Møns Håndboldklub förutom FIF Old Girls 2012. Marianne Florman håller fortsatt föredrag i hela landet (se www.florman.dk) om bland annat ämnena motivation, samarbete och individens ansvar i gemenskapen.
Florman flyttade till Møn 2003 och köpte ett par hästar. I samband med detta tog karriären en ny riktning och Florman använde sina erfarenheter i samarbetet mellan häst och människor. Utöver föredrag för näringslivet började Florman också att driva en egen verksamhet ( www.trueleadacademy.dk,) som inkluderar hästar i både terapi, coaching, mentorskap, autentisk ledning samt ger hjälp till ryttare som vill ha en närmare relation med hästen. "Vejen till hästens hjärte - och ditt eget"  inkluderar egen personlig utveckling.